# Wirgiliusz Gryń

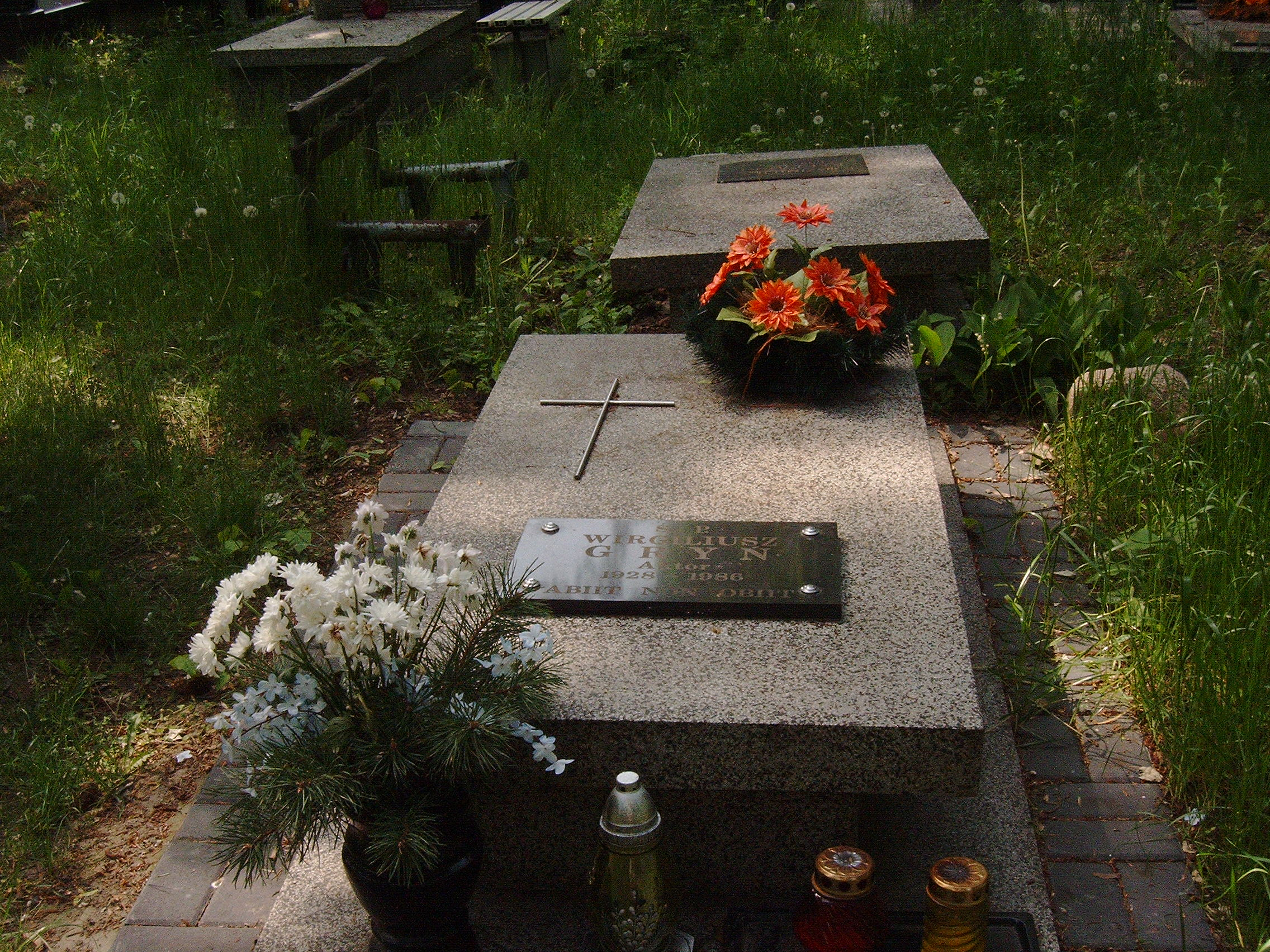
Grób Wirgiliusza Grynia na cmentarzu komunalnym na Dołach w Łodzi

Wirgiliusz Gryń (ur. 9 czerwca 1928 na Mydlicach, zm. 3 września 1986 w Warszawie) – polski aktor.
Na ekranie najczęściej grał żołnierzy, milicjantów i działaczy partyjnych. Odtwórca roli towarzysza Stanisława Jasińskiego w serialu Jana Łomnickiego Dom (1980–1986).

## Życiorys

### Młodość
Urodził się w Mydlicach (dziś dzielnica Dąbrowy Górniczej). Jako mały chłopiec bawił się w teatr, ale chciał zostać leśnikiem. Podczas II wojny światowej mając 13 lat został wywieziony na przymusowe roboty do Niemiec. Po przeczytaniu książki Kościuszko pod Racławicami, marzył o byciu żołnierzem i walce o wolność. Gdy wrócił z robót, wstąpił do wojska. Po zdemobilizowaniu próbował – bez powodzenia – dostać się na studia aktorskie. W 1952 ukończył studia w Państwowej Szkole Reżyserów Teatrów Niezawodowych, w 1958 zdał aktorski egzamin eksternistyczny.

### Kariera
W latach 1947–1949 był statystą na scenach w Sosnowcu i Katowicach. W latach 1950–1951 należał do Zespołu Pieśni i Tańca KBW w Warszawie. W latach 1952–1955 był związany z Teatrem Dolnośląskim w Jeleniej Górze, gdzie zadebiutował w roli aktorskiej Rabana w przedstawieniu Heinara Kipphardta Szekspir pilnie poszukiwany (1954) z udziałem Franciszka Pieczki i Karola Obidniaka. Z czasem zaczął grywać poważniejsze role w różnych teatrach. W latach 1955–1957 występował w Teatrze im. Bogusławskiego w Kaliszu, 1957–1959 w Teatrze Dramatycznym w Koszalinie, w latach 1959–1962 w Teatrze im. Aleksandra Fredry w Gnieźnie, 1962–1964 w Teatrze w Zielonej Górze, 1964–1973 w Teatrze Polskim w Poznaniu. Od 1975 był aktorem Teatru im. Jaracza w Łodzi.
Po raz pierwszy trafił na kinowy ekran w komedii wojennej Tadeusza Chmielewskiego Gdzie jest generał... (1963). Z ekranowych ról bardziej zauważalnych był stary góral Kuba Pudras, kłusownik podczas zimy zaczyna karmić padające zwierzęta sianem podkradanym bogatym gazdom w dramacie telewizyjnym Myśliwy (1973), wozak Michał Kopera, który ulega podczas pracy ciężkiemu wypadkowi w dramacie telewizyjnym Henryka Bielskiego Hasło (1976), robotnik Marian Matyja w serialu Zbigniewa Chmielewskiego Ślad na ziemi (1978) i bosman Ignacy Krzemiński, który po przejściu na emeryturę wraca do rodzinnej wsi w dramacie psychologicznym Sylwestra Szyszko Zerwane cumy (1979). Zebrał znakomite recenzje za kreację klucznika Kazimierza w dramacie psychologicznym Wojciecha Marczewskiego Klucznik (1979) u boku Tadeusza Łomnickiego. Jego rola generała „Bołdyna” w dramacie wojennym Ewy i Czesława Petelskich Bołdyn (1981) została wysoko oceniana przez krytyków.
Zajmował się również dubbingiem; użyczył głosu Achimowi, koledze Karola Kostki (Franciszek Pieczka) i Smokowi (granym przez Annę Dymną) w poetyckim filmie dla dzieci i młodzieży Okrągły tydzień (1977).

## Życie prywatne
W 1970 zawarł związek małżeński z Elżbietą Janczyszyn.
Był działaczem społecznym, brał udział w pracach Narodowej Rady Kultury.

### Śmierć
Zmarł 3 września 1986 w Warszawie w wieku 58 lat, niedługo przed premierą dwunastego odcinka serialu Dom. Na ekranie pojawił się, ponieważ, aby dokończyć wątek, zmontowano odrzucone wcześniej sceny z jego udziałem; później zdecydowano się uśmiercić jego bohatera. Został pochowany na cmentarzu komunalnym na Dołach w Łodzi (kwatera XXXII, rząd 5, grób 10).

## Filmografia
- 1963: Gdzie jest generał... – radziecki major
- 1964: Beata – latarnik
- 1964: Koniec naszego świata – Rosjanin
- 1967: Julia, Anna, Genowefa... – Władek Szymgała
- 1967: Żywot Mateusza – Jan
- 1969: Jak rozpętałem drugą wojnę światową – Józek Kryska
- 1969: Księżyc – komisarz oddziału czerwonych
- 1970: Kolumbowie – plutonowy Szymuś (odc. 5)
- 1970: Południk zero – „Witek” Witkiewicz
- 1970: Pułapka – pułkownik Karcz
- 1971: Jak daleko stąd, jak blisko – plutonowy MO
- 1971: Nos – rewirowy
- 1971: Zaraza – traktorzysta
- 1972: Chłopi – mieszkaniec Lipiec
- 1972: Wesele – Upiór / Jakub Szela
- 1973: Bułeczka – Adam Sitek z Brzezin
- 1973: Chłopi – mieszkaniec Lipiec
- 1973: Droga – kierowca (odc. 1, 2, 4)
- 1973: Myśliwy – Kuba Pudras
- 1973: Nagrody i odznaczenia – sierżant z oddziału „Szpaka”
- 1973: Wielka miłość Balzaka – sługa Hańskiego (odc. 1)
- 1973: Zasieki – Serafin
- 1974: Gniazdo – Żegota
- 1974: Najważniejszy dzień życia – kierownik pompowni w kopalni Nowoczek
- 1974: Potop – Zbyszko
- 1974: Wiosna panie sierżancie – Kazakow
- 1975: Czerwone i białe – radziecki spadochroniarz
- 1975: Grzech Antoniego Grudy – milicjant
- 1975: Hazardziści – Jasio
- 1976: Skazany – prezes klubu sportowego Korona
- 1975: Trzecia granica – kapitan Oksza (odc. 6)
- 1975: Zawodowcy – Malinowski
- 1976: Daleko od szosy – kierownik Leszka w MPK (odc. 6, 7)
- 1976: Hasło – Michał Kopera
- 1976: Krótkie życie – Wilk
- 1976: Mgła – sekretarz partii
- 1976: Przepłyniesz rzekę – sekretarz partii
- 1976: Ptaki, ptakom... – Kopocz
- 1976: Zaklęty dwór – Gaworek, woźny sądowy
- 1976: Znaki szczególne – Michał, brat Zawady (odc. 2, 5)
- 1977: Gdzie woda czysta i trawa zielona – sierżant MO
- 1977: Lalka – dróżnik Kacper Wysocki (odc. 8)
- 1977: Milioner – urzędnik
- 1977: Niedziela pewnego małżeństwa w mieście przemysłowym średniej wielkości – inżynier Wesołowski
- 1977: Szarada – oficer śledczy
- 1977: Tańczący jastrząb – robotnik
- 1977: Wszyscy i nikt – Ksobie
- 1978: Azyl – komendant posterunku w Momajnach
- 1978: Bestia – Lipkowski, ojciec Anny
- 1978: Koty to dranie – kanalarz
- 1978: Ślad na ziemi – Marian Matyja, budowniczy huty (odc. 2)
- 1978: Umarli rzucają cień – Wasyl
- 1979: Aria dla atlety – Georg Hitzler
- 1979: Biała gorączka – górnik Roman Samodur
- 1979: Detektywi na wakacjach – ojciec Zosi (odc. 3-5)
- 1979: Gazda z Diabelnej – drwal Nieściorek
- 1979: Klucznik – klucznik Kazimierz
- 1979: Operacja Himmler – sturmbannfuhrer Hoffmann
- 1979: Wściekły – dyrektor biura kryminalnego Komendy Głównej MO
- 1979: Zerwane cumy – Ignacy Krzemiński
- 1980: Czułe miejsca – minister
- 1980–1986: Dom – Stanisław Jasiński
- 1980: Kłusownik – stajenny Wojko
- 1980: Młyn Lewina – Nieswandt
- 1980: Wizja lokalna 1901 – Smólkowski, ojciec Kacpra
- 1981: Bołdyn – generał Bołdyn
- 1981: Klejnot wolnego sumienia – Mielecki
- 1981: Kłamczucha – ojciec
- 1981: Limuzyna Daimler-Benz – nauczyciel gimnastyki
- 1981: Najdłuższa wojna nowoczesnej Europy – kapitan Kazimierz Orzechowski
- 1981: Wierne blizny – operator koparki
- 1981: „Anna” i wampir – kapitan Andrzej Jaksa
- 1982: Do góry nogami – niemiecki policjant
- 1982: Na tropach Bartka – stajenny Wojko
- 1982: Pajęczyna – gospodarz
- 1982: Przygrywka – nieznajomy (odc. 4)
- 1982: Punkty za pochodzenie
- 1982: Wyłap – prywaciarz
- 1983: Katastrofa w Gibraltarze – generał w sztabie głównym we wrześniu 1939 roku
- 1983: Pastorale heroica – Józef Łopuch
- 1984: 1944
- 1984: Pan na Żuławach – Władysław Leszczak
- 1984: Przemytnicy
- 1984: Ultimatum – Łobot, sekretarz ambasady
- 1985: Diabelskie szczęście – Świetlikowski
- 1986: Czas nadziei – oficer MO
- 1986: Kolega Pana Boga
- 1987: Ballada o Januszku – zakładowy sekretarz partii, później dyrektor Zakładów Akumulatorowych (odc. 1–2, 4–6)

## Odznaczenia i nagrody
- Złoty Krzyż Zasługi (1979)
- Odznaka Honorowa Miasta Poznania (1970)
- Nagroda aktorska na XIII Międzynarodowym Festiwalu Filmowym w Moskwie za rolę w filmie Pastorale heroica (1983)
- Nagroda MON I stopnia za film Pastorale heroica w reżyserii Henryka Bielskiego (1983)
- „Srebrny Pierścień” – nagroda za rolę Kelina Ababija w sztuce Największa świętość (1978)
- Nagroda „Trybuny Ludu” (1983)[6]